# 周敬心
周敬心（？—？），山東人，明朝政治人物。

## 生平
其為太學生出身。洪武二十五年（1392年）朱元璋詔求通曉歷數者，其上言陳述“方今力役過煩，賦斂過厚。教化溥而民不悅；法度嚴而民不從”，并歷數胡惟庸案、空印案、藍玉案等，指責朱元璋“薄德而任刑”。